# Sallingsund Kommune
| Strukturdaten       | Strukturdaten |
| ------------------- | ------------- |
| Sitz der Verwaltung | Durup         |
| Fläche              | 99,46 km²     |
| Einwohner           | 6.054 (2006)  |
| Kommune seit 2007   | Skive Kommune |

Sallingsund Kommune war bis Dezember 2006 eine dänische Kommune im damaligen Viborg Amt in Jütland. Seit Januar 2007 ist sie zusammen mit den Kommunen Spøttrup und Sundsøre, sowie der „alten“ Kommune Skive Teil der neuen Skive Kommune.
Sallingsund Kommune wurde im Rahmen der Verwaltungsreform von 1970 neu gebildet und umfasste folgende Sogn:
- Durup Sogn
- Glyngøre Sogn
- Harre Sogn
- Hjerk Sogn
- Nautrup Sogn
- Roslev Sogn
- Rybjerg Sogn
- Sæby Sogn
- Tøndering Sogn
- Vile Sogn